# ایکینجی قالا
ایکینجی قالا (به لاتین: İkinci Qala) یکی از روستاهای جمهوری آذربایجان است که از توابع شهر باکو است.